# إدارة تشيكيمولا
إدارة تشيكيمولا (بالإنجليزية: Chiquimula Department)‏ هي إداراة في غواتيمالا، تتبع غواتيمالا، بلغ عدد سكانها 388115 نسمة في 2003، تبلغ مساحتها 2376.0 كيلومتر مربع.